# Riesgo país

Riesgo país promedio entre marzo de 2000 y marzo de 2011 según Euromoney.

El  riesgo país es todo riesgo inherente a las inversiones y a las financiaciones en un país respecto en contraste con otro. La importancia de tener en cuenta el riesgo país, en las operaciones crediticias, creció rápidamente con el desarrollo del comercio exterior, de las compañías multinacionales y, sobre todo, de las operaciones bancarias internacionales. Los banqueros pronto descubrieron que financiar a los clientes en otros países significa enfrentar una serie de problemas nuevos y distintos. Para hacerlo,deben estudiar las características políticas, económicas, sociales e incluso psicológicas de los países con los que intenta establecer relaciones. Asimismo deben estudiar los aspectos legales y fiscales existentes en otras naciones.
El peligro más común de operaciones de crédito transnacional surge de la posibilidad de que el deudor extranjero, en el momento del vencimiento de las transacciones, le sea imposible, por razones reglamentarias u otras fuera de su control o responsabilidad, transferir al prestamista los fondos correspondientes. En vista de esto, el término a veces se considera erróneamente sinónimo de riesgo de transferencia. Este último, sin embargo, se refiere tan solo a uno de los aspectos del riesgo país. El concepto general incluye otros riesgos, como los de expropiación y de nacionalización.[cita requerida]
El riesgo país es el riesgo de una inversión económica debido solo a factores específicos y comunes a un cierto país. Puede entenderse como un riesgo promedio de las inversiones realizadas en cierto país. Mide en el tono político, económico, seguridad pública, etc. (Si hay alguna guerra, si hay seguridad, tipos de impuestos, etc.)
El riesgo país se entiende que está relacionado con la eventualidad de que un estado soberano se vea imposibilitado o incapacitado de cumplir con sus obligaciones con algún agente extranjero, por razones fuera de los riesgos usuales que surgen de cualquier relación crediticia.

## Introducción
Cada país, de acuerdo con sus condiciones económicas, sociales, políticas o incluso naturales y geográficas, genera un nivel de riesgo específico para las inversiones que se realizan en él. Este riesgo es específico de ese grupo de condiciones y se lo conoce como "Riesgo País", el cual es evaluado de acuerdo con el conocimiento que cada inversionista tenga de dichas condiciones.
Cualquier evaluación de riesgo expresará el nivel de probabilidad de sufrir una pérdida, ante lo cual existirá una mayor o menor necesidad de reducir o evitar las consecuencias de dicha pérdida.
Cuando el riesgo se refiere a un país, y quien lo mide es una entidad que busca colocar su dinero allí, ya sea como inversión financiera (préstamos) o productiva, dicha entidad buscará reconocer, a través de la rentabilidad, el nivel de riesgo en ese país. Si la rentabilidad que espera obtener al invertir no supera a la recompensa por asumir el riesgo de no poder recuperar su inversión, entonces la entidad buscará otra alternativa para invertir.

## Mecanismo de cálculo
Para determinar el valor mínimo de la rentabilidad que debe buscarse, los inversionistas suelen utilizar el EMBI (Emerging Markets Bonds Index o Indicador de Bonos de Mercados Emergentes), el cual es calculado por J.P. Morgan Chase  (un banco estadounidense especializado en inversiones) con base en el comportamiento de la deuda externa emitida por cada país. Cuanta menor certeza exista de que el país honre sus obligaciones, más alto será el EMBI de ese país, y viceversa.
Este indicador, es una herramienta de análisis económico, de poca profundidad, pero utilizada ampliamente debido a su practicidad de cálculo, la cual se expresa en puntos básicos (centésimas de punto porcentual) y expresa la diferencia que hay entre la rentabilidad de una inversión considerada sin riesgo, como los bonos de la Reserva Federal del Tesoro (FED) a 30 años, y la tasa que debe exigirse a las inversiones en el país al que corresponde el indicador; así:
(TIR de bono del país de análisis - TIR de bono de Estados Unidos) x 100 = Riesgo País
Por ejemplo, si el 8 de julio de 2004 los bonos de la FED rendían 5,22% de interés anual y el EMBI de Ecuador marcó 931 puntos (equivalentes a 9,31%), la tasa mínima que exigiría un inversionista para invertir en ese país debería ser 14,53% o, de lo contrario, optaría por inversiones alternativas.
El riesgo país calculado con base en el EMBI se sustenta en la idea de que la tasa de interés de los bonos de Estados Unidos está conformada solo por el premio a la espera, ya que se considera que la posibilidad de que el Gobierno de Estados Unidos no pague sus obligaciones es muy baja (menor que cualquier otra) y por tanto el riesgo implícito en sus bonos es prácticamente inexistente (menor que cualquier otro). Si el premio a la espera es igual en todos los países, entonces la diferencia entre tasas será el componente de riesgo del país analizado.

## Agencias de calificación
Las agencias de calificación de riesgos más grandes y reconocidas del mundo son FitchRatings, Moody’s Investor Service y Standard & Poor's. Estas agencias emiten periódicamente sus calificaciones, las cuales incluyen una opinión para el largo plazo, una de corto plazo y las expectativas futuras sobre esa calificación. Cada calificación suele ser modificada con signos “+” o “-” o con números del 1 al 3 para indicar posiciones relativas del sujeto dentro de la categoría.

### Clasificación del riesgo país
| Clasificación | País          | Puntuación pre-crisis | Puntuación de septiembre de 2011 |
| ------------- | ------------- | --------------------- | -------------------------------- |
| 1             | Indonesia     | 73.2                  | 59.2                             |
| 2             | Grecia        | 82.7                  | 40.6                             |
| 3             | Malasia       | 84.5                  | 66.6                             |
| 4             | Rusia         | 50.7                  | 56.9                             |
| 5             | Irlanda       | 92.4                  | 60.8                             |
| 6             | Argentina     | 53.8                  | 33.7                             |
| 7             | Tailandia     | 82.1                  | 61.7                             |
| 8             | Corea del Sur | 85.0                  | 73.3                             |
| 9             | Portugal      | 83.0                  | 55.9                             |
| 10            | España        | 86.6                  | 66.0                             |

## Riesgo por firma
Todo tipo de crédito otorgado por los bancos a sus clientes que no supone un pago a los mismos o a terceras partes por cuenta de ellos. La mayoría de las obligaciones contingentes de los bancos usualmente corresponden a la toma, por su parte, de tales riesgos con sus clientes. Los créditos documentarios, los créditos standby y las garantías, entre otros, son considerados riesgos por firma. En otras palabras, los bancos asumen este tipo de riesgo cuando conceden líneas de crédito a sus clientes cuya utilización no involucra un pago en efectivo, sino la emisión de compromisos firmados.

## Riesgo soberano
El riesgo soberano es una medida estimada del riesgo de impago de deudas, que se aplica a individuos, empresas y administraciones públicas situadas en un cierto país, dicha medida es estimada por una agencia de calificación a partir de los datos sobre capacidad de repago de los agentes económicos.
Las entidades financieras y los inversores necesitan saber, antes de prestar o invertir su dinero, cuáles son las probabilidades de recuperar esos recursos. Uno de los mecanismos más usuales para determinar la capacidad y voluntad de repago de los deudores es asignar calificaciones, generalmente basadas en letras a partir de la “A”, que identifican categorías de deudores y de deudas.
Cada deuda, de acuerdo con la forma en la que se repaga, va siendo calificada y el deudor responsable de ellas es calificado, usualmente, con una ponderación de la calificación de sus deudas. Cuanto mejor pagador es el sujeto, mejor calificación obtiene. Este sistema es aplicable, tanto a las personas y empresas como a los países, en cuanto cada uno de ellos es susceptible de endeudarse. La calificación le indica a los potenciales prestamistas o inversores el nivel de riesgo que corren al entregar sus recursos a un determinado sujeto.
En Ecuador, por ejemplo, los referentes más conocidos son las calificaciones de deudores que las instituciones financieras reportan a la Central de Riesgos y las calificaciones que esas mismas instituciones obtienen, según la opinión de las Agencias Calificadoras de Riesgo.
El riesgo soberano, que se asimila al riesgo país, es el término usual para referirse a la calificación de riesgo dada a un Estado Soberano. Esta calificación es la opinión emitida por entidades especializadas en evaluar riesgos, sobre la posibilidad de que un Estado cumpla adecuadamente sus obligaciones financieras. Para ello, se basan en factores como el historial de pagos, la estabilidad política, las condiciones económicas y la voluntad de repagar deudas.
Uno de los factores que pueden afectar el riesgo soberano son los riesgos fiscales. Aunque no existe una definición unificada, se puede entender los riesgos fiscales como “eventos inesperados que afectan adversamente el marco fiscal establecido” (OECD, 2008), o como “los factores que tienen el potencial de alterar los datos efectivos de las variables fiscales con relación a sus valores proyectados” (Cebotari et al., 2009). La materialización de los riesgos fiscales puede tener impactos significativos sobre el resultado fiscal, es decir el superávit o déficit del sector público, a través de mayores gastos o menores ingresos públicos respecto a los previstos y en consecuencia impactar a las necesidades de financiamiento.